# Llista de topònims de Censà
Llista de topònims (noms propis de lloc) de Censà (Conflent).
Informació actualitzada per un bot. Els canvis manuals es perdran quan s'actualitzi!

## cim
| imatge | Nom               | Ubicat a           | instància de | Detalls | coordenades                                                                 | Protecció | Commons (més fotos) | Dades a WD                    |
| ------ | ----------------- | ------------------ | ------------ | ------- | --------------------------------------------------------------------------- | --------- | ------------------- | ----------------------------- |
|        | Puig d'Escotó     | Censà Oleta i Èvol | cim muntanya |         | 42° 36′ 56″ N, 2° 12′ 39″ E / 42.615483333333°N,2.2107027777778°E 2292 msnm |           |                     | Modifica les dades a Wikidata |
|        | Puig de la Pelada | Oleta i Èvol Censà | cim muntanya |         | 42° 37′ 18″ N, 2° 11′ 41″ E / 42.621619°N,2.194762°E 2370 msnm              |           |                     | Modifica les dades a Wikidata |

## església
| imatge | Nom                         | Ubicat a | instància de                                                     | Detalls                                                                           | coordenades                                                      | Protecció | Commons (més fotos)                          | Dades a WD                    |
| ------ | --------------------------- | -------- | ---------------------------------------------------------------- | --------------------------------------------------------------------------------- | ---------------------------------------------------------------- | --------- | -------------------------------------------- | ----------------------------- |
|        | Sant Joan Baptista de Censà | Censà    | església Ús: església parroquial catòlica església secularitzada | Estil: arquitectura romànica Anomenat per: Joan Baptista Dedicat a: Joan Baptista | 42° 36′ 06″ N, 2° 10′ 29″ E / 42.6018°N,2.1747°E 1412.5 msnm     |           | Église Saint-Jean-Baptiste de Sansa          | Modifica les dades a Wikidata |
|        | Sant Joan Baptista de Censà | Censà    | església                                                         |                                                                                   | 42° 36′ 08″ N, 2° 10′ 23″ E / 42.602139°N,2.173002°E 1038.4 msnm |           | Nouvelle église Saint-Jean-Baptiste de Sansa | Modifica les dades a Wikidata |

## muntanya
| imatge | Nom                       | Ubicat a                           | instància de | Detalls | coordenades                                                                         | Protecció | Commons (més fotos) | Dades a WD                    |
| ------ | ------------------------- | ---------------------------------- | ------------ | ------- | ----------------------------------------------------------------------------------- | --------- | ------------------- | ----------------------------- |
|        | La Llevanera              | Censà Orellà                       | muntanya     |         | 42° 36′ 09″ N, 2° 12′ 29″ E / 42.602456°N,2.208003°E 2050.2 msnm                    |           |                     | Modifica les dades a Wikidata |
|        | Pic dels Gorgs (Conflent) | Conflent Noedes Censà Oleta i Èvol | muntanya cim |         | 42° 38′ 00″ N, 2° 12′ 00″ E / 42.633333333333°N,2.2°E 2313.8 msnm                   |           |                     | Modifica les dades a Wikidata |
|        | Puig de Passaduc          | Censà Oleta i Èvol                 | muntanya     |         | 42° 37′ 32″ N, 2° 11′ 38″ E / 42.625566666666664°N,2.1937611111111113°E 2321.2 msnm |           |                     | Modifica les dades a Wikidata |
|        | Puig de l'Esquena d'Ase   | Censà Real                         | muntanya     |         | 42° 37′ 43″ N, 2° 09′ 23″ E / 42.62862778°N,2.15628611°E 2004.9 msnm                |           |                     | Modifica les dades a Wikidata |
|        | Puig de l'Orri            | Censà Formiguera                   | muntanya     |         | 42° 37′ 05″ N, 2° 08′ 52″ E / 42.618081°N,2.14785°E 1914.4 msnm                     |           |                     | Modifica les dades a Wikidata |
|        | Puig dels Agrellons       | Censà Formiguera                   | muntanya     |         | 42° 36′ 45″ N, 2° 08′ 53″ E / 42.61248611°N,2.14796389°E 1934.7 msnm                |           |                     | Modifica les dades a Wikidata |
|        | el Madres                 | Censà Mosset El Bosquet            | muntanya     |         | 42° 39′ 07″ N, 2° 11′ 33″ E / 42.6518175066°N,2.19240962976°E 2469 msnm             |           | Massif du Madrès    | Modifica les dades a Wikidata |
|        | pic de l'Ós               | Censà Real                         | muntanya     |         | 42° 38′ 56″ N, 2° 10′ 34″ E / 42.648765°N,2.176107°E                                |           |                     | Modifica les dades a Wikidata |

## port de muntanya
| imatge | Nom                | Ubicat a              | instància de     | Detalls | coordenades                                                          | Protecció | Commons (més fotos) | Dades a WD                    |
| ------ | ------------------ | --------------------- | ---------------- | ------- | -------------------------------------------------------------------- | --------- | ------------------- | ----------------------------- |
|        | Coll de Censà      | Censà Real Formiguera | port de muntanya |         | 42° 37′ 19″ N, 2° 09′ 00″ E / 42.622078°N,2.149925°E 1770.1 msnm     |           |                     | Modifica les dades a Wikidata |
|        | Coll del Dragó     | Censà Ralleu          | port de muntanya |         | 42° 35′ 47″ N, 2° 10′ 09″ E / 42.596347°N,2.169028°E 1558.1 msnm     |           |                     | Modifica les dades a Wikidata |
|        | Coll dels Gavatxos | Censà El Bosquet      | port de muntanya |         | 42° 39′ 02″ N, 2° 10′ 42″ E / 42.650438888889°N,2.1783°E 2348.8 msnm |           |                     | Modifica les dades a Wikidata |

## Misc
| imatge | Nom                              | Ubicat a                                            | instància de                              | Detalls                      | coordenades | Protecció | Commons (més fotos)                      | Dades a WD                    |
| ------ | -------------------------------- | --------------------------------------------------- | ----------------------------------------- | ---------------------------- | --- | --------- | ---------------------------------------- | ----------------------------- |
|        | Bosc Comunal de Censà            | Censà                                               | bosc comunal                              | Superfície: 2.95km²          | 42° 36′ 39″ N, 2° 10′ 04″ E / 42.610833333333°N,2.1677777777778°E                                                                           |           |                                          | Modifica les dades a Wikidata |
|        | Bosc Estatal de Coma de Pontells | Censà                                               | bosc estatal                              | Superfície: 10.65km²         | 42° 38′ 34″ N, 2° 10′ 40″ E / 42.642777777778°N,2.1777777777778°E                                                                           |           |                                          | Modifica les dades a Wikidata |
|        | Els Estanyols (Censà)            | Censà                                               | llac                                      | Superfície: 0.4ha            | 42° 37′ 27″ N, 2° 09′ 47″ E / 42.624043°N,2.163121°E                                                                                        |           |                                          | Modifica les dades a Wikidata |
|        | Ribera de Cabrils                | Censà Ralleu Orellà Aiguatèbia i Talau Oleta i Èvol | curs d'aigua                              | Desemboca: Tet Llarg: 18.9km | 42° 37′ 35″ N, 2° 10′ 14″ E / 42.62647777777778°N,2.170552777777778°E 42° 33′ 12″ N, 2° 15′ 58″ E / 42.55331944444445°N,2.266208333333333°E |           |                                          | Modifica les dades a Wikidata |
|        | casa de la vila de Sançà         | Censà                                               | instal·lació Ús: seu del govern local     |                              | 42° 36′ 08″ N, 2° 10′ 23″ E / 42.6020898456763°N,2.17292641335288°E fr:66360 SANSA                                                          |           | Town hall of Sansa (Pyrénées-Orientales) | Modifica les dades a Wikidata |
|        | castell de Censà                 | Censà                                               | castell                                   |                              | 42° 36′ 11″ N, 2° 10′ 25″ E / 42.60305556°N,2.17361111°E 1459.5 msnm                                                                        |           |                                          | Modifica les dades a Wikidata |
|        | refugi del Pla de Gril           | Censà                                               | instal·lació esportiva refugi de muntanya |                              | 42° 38′ 07″ N, 2° 10′ 25″ E / 42.63516°N,2.17357°E fr:REFUGE PLA DE GRIL 66360 Sansa                                                        |           |                                          | Modifica les dades a Wikidata |
|        | serra de Madres                  | Censà Mosset                                        | serralada                                 |                              | 42° 39′ 22″ N, 2° 10′ 05″ E / 42.65599722°N,2.16801389°E 2469 msnm                                                                          |           | Massif du Madrès                         | Modifica les dades a Wikidata |